# Arenberg-Nordkirchener Pony
Das Arenberg-Nordkirchener Pony war eine Ponyrasse aus dem Münsterland.
Hintergrundinformationen zur Pferdebewertung und -zucht finden sich unter: Exterieur, Interieur und Pferdezucht.

## Exterieur

### Allgemein
Arenberg-Nordkirchener Ponys ähnelten den Ursprungsrassen im Äußeren. Durch spätere Einkreuzungen von Welshpony- und Araberhengsten wurde das Erscheinungsbild feiner und entsprach eher dem modernen Reitpony-Typ.

### Körperbau
Der Arenberg-Nordkirchner hatte einen edlen und trockenen Kopf mit leichtem Genick, der sehr markant war. Der mittellange und gut aufgesetzte Hals entsprang in einer gut gelagerten Schulter. Zu bemängeln blieb oft der nur wenig ausgeprägte Widerrist. Der etwas (sehr) lange Rücken von guter Breite und Tiefe ging in eine nicht ganz optimal angelegte und stark abschüssige, aber gut und kräftig bemuskelte Kruppe mit gutem Schweifansatz über. Das mit gut markierten Sehnen und ausgeprägten Gelenken ausgestattete Fundament ohne Kötenbehang war hart und trocken. Die Hufe waren ausgesprochen hart und abriebfest.

### Stockmaß
Das Arenberg-Nordkirchener Pony hatte eine Widerristhöhe zwischen 1,30 m und 1,40 m.

### Farbgebung
Hinsichtlich der Farbgebung kamen meist Braune in verschiedenen Schattierungen vor. Weiße Abzeichen waren klein und nur sehr selten anzutreffen.

## Gangarten
Die Gänge wurden als raumgreifend, schwungvoll und leichtfüßig beschrieben. Sie sollen ein gutes Sprungvermögen gehabt haben.

## Interieur
Die Ponys sollen ein lebhaftes und freundliches Interieur gehabt haben und sich daher und auch aufgrund ihrer Nervenstärke gut als Kinderreitpony geeignet haben.

## Zuchtgeschichte
1903 verkaufte Gräfin Paula von Esterhazy die Nordkirchener Güter an Herzog Engelbert von Arenberg, der 1923 in der Nordkirchener Wildbahn eine halbwilde Zucht begann, ähnlich der in Dülmen (im Merfelder Bruch, Heimat des Dülmener Wildpferds). Er begann die Zucht mit Panje-Stuten (dem Konik ähnlich) aus Osteuropa und Dülmener-Hengsten. Der Gesamtbestand umfasste etwa 80 Tiere. 1968 wurde die Herde an Herrn Orthmann verkauft, der die Zucht weiter betrieb, nun aber auch Welsh-Pony-Hengste der Sektion B einkreuzte. Wie bei den Dülmenern wurden einmal im Jahr Pferde aus der Herde heraus gefangen. 1984 wurde der Bestand aufgelöst und die Tiere an neue Besitzer vornehmlich in Nordrhein-Westfalen und Schleswig-Holstein verkauft. Die Zuchtrasse als solche nahm damit ein Ende und ging in verschiedenen Reitponyzuchten auf. Die Rasse ist mit wenigen verbliebenen Exemplaren akut vom Aussterben bedroht. Die Gesellschaft zur Erhaltung alter und gefährdeter Haustierrassen e. V. hat Züchter dazu aufgerufen, in den Stammbäumen ihrer Ponys nach Vorfahren mit Arenberg-Nordkirchener Abstammung zu suchen, um wieder eine Zucht aufzunehmen.